# Mont Royal (Festungsruine)

Karte der Festung Mont Royal (um 1695)

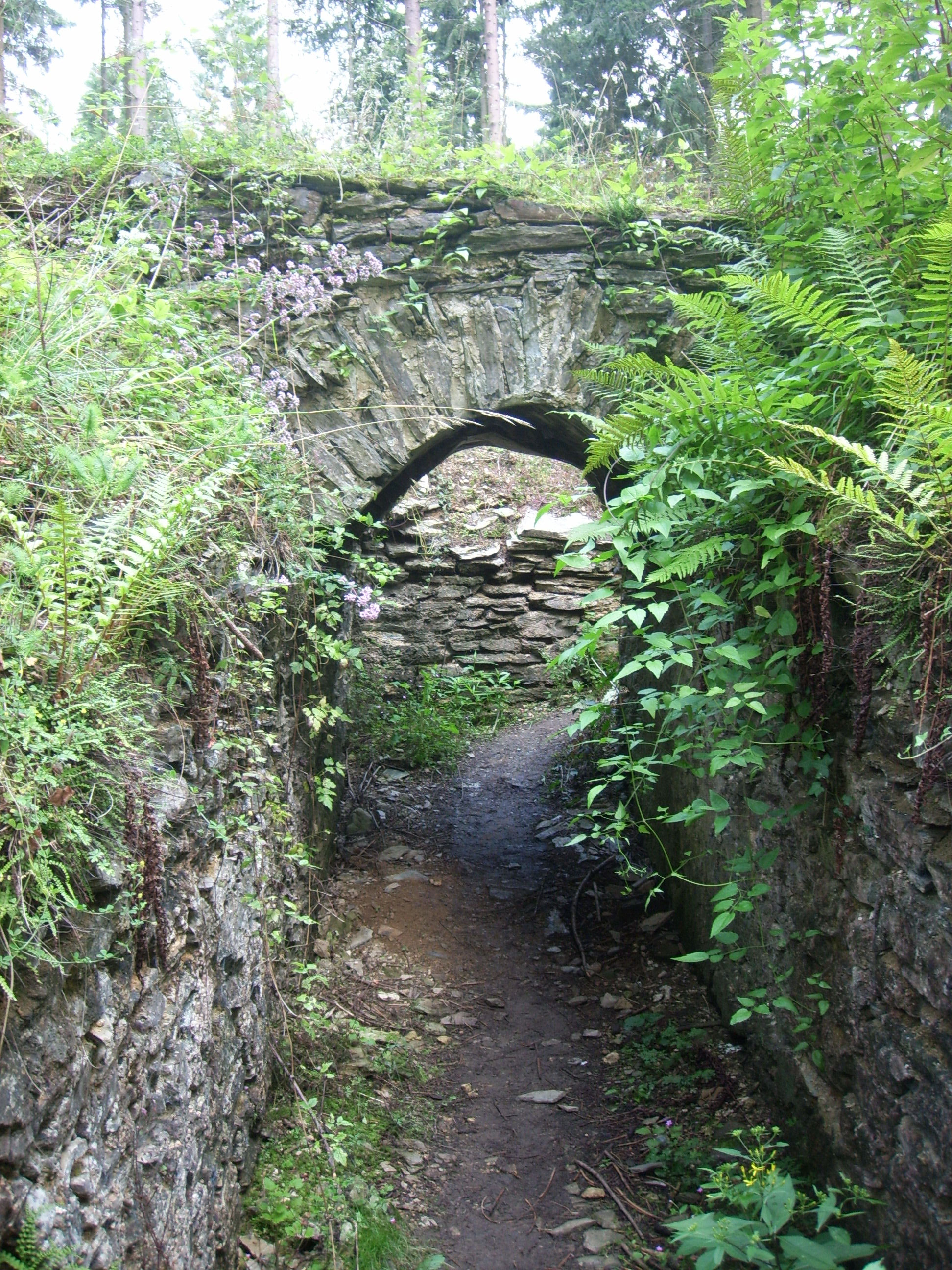
Mauerreste der Festung

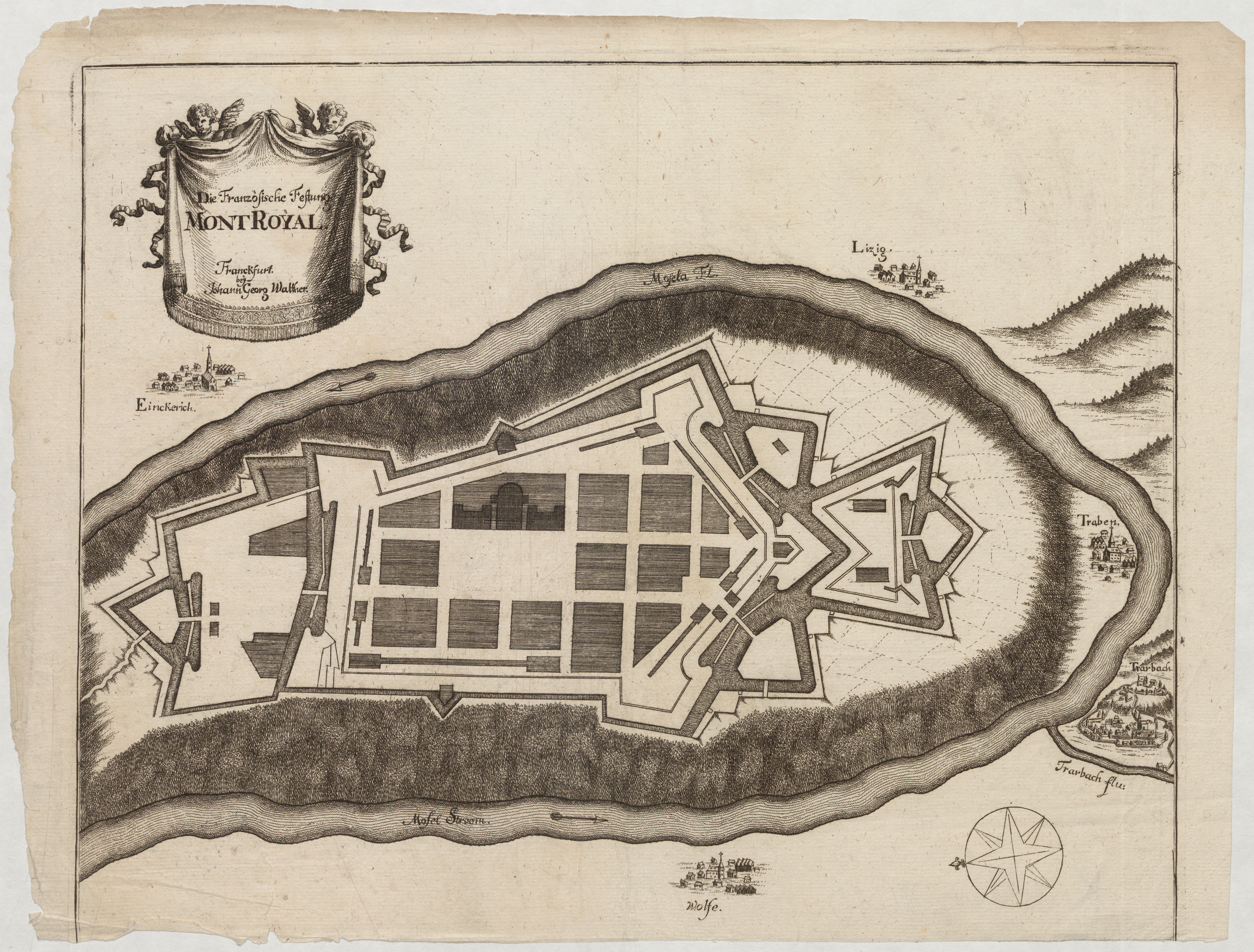
Festung Mont Royal im Jahr 1690

Mont Royal ist eine 1687 bis 1698 erbaute Festung, deren Ruine nördlich der Stadt Traben-Trarbach im Landkreis Bernkastel-Wittlich in Rheinland-Pfalz liegt.

## Geographische Lage
Die Festungsruine Mont Royal befindet sich auf dem gleichnamigen Bergrücken der Moselschleife bei Traben-Trarbach auf 240 bis 305 m Höhe und liegt rund 2,7 Kilometer nördlich dieser Kleinstadt zwischen der Gemeinde Kröv im Westen und dem Ortsteil Kövenig auf der östlichen Seite.

## Geschichte
Die Festung Mont Royal wurde im Zuge der Reunionspolitik, der Annexionspolitik Ludwigs XIV. erbaut. Der Kriegsminister François Michel Le Tellier de Louvois beauftragte 1681 den Ingenieuroffizier Thomas de Choisy, einen geeigneten Platz für eine Festung auf dem „Weg zum Rhein“ zu finden. Die Wahl fiel auf die Höhe in der Moselschleife von Traben-Trarbach. Am 24. März 1687 schickte Louvois das Konzept von Choisy an den Generalkommissar der französischen Festungen Sébastien Le Prestre de Vauban und beauftragte ihn, einen Festungsentwurf zu erstellen. Diesen legte Vauban am 23. Mai dem französischen König vor und erhielt eine Gratifikation von 12.000 Silbertaler. Der König gab im Juni seiner künftigen Festung den Namen Mont-Royal. Im Juli wurde das Gelände gerodet und am 25. erfolgte die Grundsteinlegung. Energisch betrieb man mit bis zu 8000 Fronarbeitern und erheblichem finanziellen Aufwand den Bau der Fortifikation inklusiver zugehöriger Garnisonsstadt. Entstehen sollte eine gesicherte Operationsbasis, ein Versorgungsdepot und Winterquartier der französischen Rheinarmee. Die Fortifikation umfasste eine Fläche von 50 Hektar, bei einer Länge von 1600 Metern und einer Breite von bis 750 Metern. Die Länge des Walls betrug 2920 Meter bei einer Höhe von bis zu 20 Metern. Die Zitadelle der Festung wurde von fünf Bastionen geschützt. Schon 1690 konnte eine Garnison von 8450 Soldaten, 3000 Kavalleriepferden und 1.500 Zivilpersonen versorgt werden. Bereits 1692 waren die Lagerkapazitäten so groß, dass mehr als das Doppelte an Mensch und Tier verpflegt werden konnte. Es entstand dabei das größte Zeughaus Frankreichs, ein Hospital mit rund 1000 Betten und Kasernenbauten für über 4.000 Soldaten. Mont Royal war damit als eine der größten Festungen Frankreichs konzipiert.
Gemäß den Bestimmungen des Friedens von Rijswijk vom 30. Oktober 1697 wurde mit der Schleifung begonnen, ehe der Bau vollends fertiggestellt war. Die Depots wurden aufgelöst, französischen Truppen abgezogen und die zivilen Einwohner nach Saarlouis umgesiedelt.
Die Festungsüberreste wurden von 1929 bis 1937 teilweise mit Hilfe des Reichsarbeitsdiensts ausgegraben. Die damalige politische Führung erhoffte sich durch diese Aktion eine propagandistische Wirkung gegenüber Frankreich. Nach dem Zweiten Weltkrieg wurden mit dem zunehmenden Tourismus die Überreste für Besucher neu erschlossen.